# Северный пуду
Северный пуду (лат. Pudu mephistophiles) — вид млекопитающих семейства оленевых.
Вид распространён в Колумбии, Эквадоре, Перу. Ареал вида разрывной и, вероятно, фрагментированный. Обитает в горных лесах и их границах с влажными лугами Анд на высоте от 2800 до 4500 метров над уровнем моря.
Длина тела 60—74 см, длина хвоста 25—40 мм, длина задних стоп 145—180 мм, длина ушей 65—82 мм, высота в плечах 25—45 см, масса 3—6 кг.
Это небольшой олень. Мех короткий и густой. Спина тёмно-красновато-коричневая, темнее к центру спины, в то время как боковые стороны от красноватого до оливкового цвета. Лицо чёрное, включая нос, подбородок и уши. Брюхо и внутренняя сторона конечностей от светло-коричневого до светло-красно-коричневого цвета. Самцы имеют короткие неразветвлённые рога длиной 6—9 см. Хвост короткий, длиной 3—4 см, тёмный и цвета спины. Молодые особи равномерно окрашены, без беловатых пятен, в отличие от других видов оленей.
Зубная формула: I 0/3, C 0/1, P 3/3, M 3/3 = 32 зуба.
О биологии этого вида известно мало. Вероятно активный и днём, и ночью с частыми периодами отдыха между каждым периодом активности. Питается листьями небольших деревьев и кустарников. Встречаются одиночно или в парах, но никогда не образуя большие группы. Когда пуду чувствует опасность, очень быстро находит убежище в густых зарослях и оврагах. Из-за этого его называют «олень-кролик». Беременность длится около семи месяцев, после чего рождается один детёныш массой 400 грамм. Размера взрослого животного достигает за 6 месяцев.
Стабильная популяция существует на территории североперуанского национального парка Рио-Абисео.